# Marcilly-le-Châtel
Marcilly-le-Châtel és un municipi francès situat al departament del Loira i a la regió d'Alvèrnia-Roine-Alps. L'any 2007 tenia 1.202 habitants.

## Demografia

### Població
El 2007 la població de fet de Marcilly-le-Châtel era de 1.202 persones. Hi havia 455 famílies de les quals 99 eren unipersonals (65 homes vivint sols i 34 dones vivint soles), 153 parelles sense fills, 188 parelles amb fills i 15 famílies monoparentals amb fills.
La població ha evolucionat segons el següent gràfic:
Habitants censats

### Habitatges
El 2007 hi havia 547 habitatges, 460 eren l'habitatge principal de la família, 50 eren segones residències i 37 estaven desocupats. 509 eren cases i 38 eren apartaments. Dels 460 habitatges principals, 372 estaven ocupats pels seus propietaris, 74 estaven llogats i ocupats pels llogaters i 14 estaven cedits a títol gratuït; 14 tenien dues cambres, 61 en tenien tres, 155 en tenien quatre i 230 en tenien cinc o més. 363 habitatges disposaven pel capbaix d'una plaça de pàrquing. A 155 habitatges hi havia un automòbil i a 272 n'hi havia dos o més.

### Piràmide de població
La piràmide de població per edats i sexe el 2009 era:
| Homes | Edats   | Dones |
| ----- | ------- | ----- |
| 0     | 95 o +  | 0     |
| 1     | 90 a 94 | 1     |
| 11    | 85 a 89 | 0     |
| 12    | 80 a 84 | 9     |
| 16    | 75 a 79 | 15    |
| 14    | 70 a 74 | 23    |
| 30    | 65 a 69 | 25    |
| 26    | 60 a 64 | 20    |
| 19    | 55 a 59 | 29    |
| 27    | 50 a 54 | 24    |
| 35    | 45 a 49 | 42    |
| 39    | 40 a 44 | 32    |
| 50    | 35 a 39 | 42    |
| 37    | 30 a 34 | 44    |
| 47    | 25 a 29 | 23    |
| 18    | 20 a 24 | 21    |
| 19    | 15 a 19 | 38    |
| 48    | 10 a 14 | 32    |
| 45    | 5 a 9   | 41    |
| 27    | 0 a 4   | 32    |

## Economia
El 2007 la població en edat de treballar era de 760 persones, 583 eren actives i 177 eren inactives. De les 583 persones actives 542 estaven ocupades (295 homes i 247 dones) i 41 estaven aturades (18 homes i 23 dones). De les 177 persones inactives 63 estaven jubilades, 64 estaven estudiant i 50 estaven classificades com a «altres inactius».

### Ingressos
El 2009 a Marcilly-le-Châtel hi havia 481 unitats fiscals que integraven 1.279,5 persones, la mediana anual d'ingressos fiscals per persona era de 16.930 €.

### Activitats econòmiques
Dels 47 establiments que hi havia el 2007, 2 eren d'empreses alimentàries, 2 d'empreses de fabricació d'altres productes industrials, 10 d'empreses de construcció, 6 d'empreses de comerç i reparació d'automòbils, 3 d'empreses de transport, 2 d'empreses d'hostatgeria i restauració, 2 d'empreses financeres, 1 d'una empresa immobiliària, 8 d'empreses de serveis, 4 d'entitats de l'administració pública i 7 d'empreses classificades com a «altres activitats de serveis».
Dels 16 establiments de servei als particulars que hi havia el 2009, 1 era una oficina de correu, 1 taller de reparació d'automòbils i de material agrícola, 2 paletes, 2 guixaires pintors, 3 fusteries, 1 lampisteria, 1 electricista, 2 perruqueries, 2 restaurants i 1 saló de bellesa.
Els 2 establiments comercials que hi havia el 2009 eren fleques.
L'any 2000 a Marcilly-le-Châtel hi havia 43 explotacions agrícoles que ocupaven un total de 592 hectàrees.

## Equipaments sanitaris i escolars
El 2009 hi havia una escola elemental.

## Poblacions més properes
El següent diagrama mostra les poblacions més properes.